# Алиев, Махарам Акпер оглы
Махарам Акпер оглы Алиев (азерб. Məhərrəm Əkbər oğlu Əliyev; 16 ноября 1931, Текля, Астрахан-Базарский район — 5 сентября 2015, Текля, Джалилабадский район) — советский азербайджанский табаковод, Герой Социалистического Труда (1951).

## Биография
Родился 16 ноября 1931 года в селе Текля Астрахан-Базарского района Азербайджанской ССР (ныне Джалилабадский район).
В 1948—1968 годах колхозник, звеньевой, заместитель бухгалтера и бригадир колхоза имени Пушкина Астрахан-Базарского района. С 1968 года заведующий хозяйством совхоза имени Нариманова Джалилабадского района.
Указом Президиума Верховного Совета СССР от 27 июля 1951 года за получение в 1950 году высоких урожаев табака Алиеву Махарам Акпер оглы присвоено звание Героя Социалистического Труда с вручением ордена Ленина и золотой медали «Серп и Молот».
Активно участвовал в общественной жизни Азербайджана. Член КПСС с 1951 года.
В 2002 году Алиеву присвоена почетная стипендия Президента Азербайджана..
Жил в селе Текля Джалилабадского района.